# Osiedle V (Konin)
Osiedle V – osiedle w nowej części Konina. Razem z Zatorzem jedno z dwóch największych osiedli miasta. 
Obejmuje budynki mieszkaniowe w obrębie ulic: Przemysłowej, Wyszyńskiego i Wyzwolenia oraz na południe od linii kolejowej. Na osiedlu znajduje się m.in. targowisko miejskie, II Liceum Ogólnokształcące czy główny oddział Akademii Nauk Stosowanych. W środku osiedla są także dwie główne ulice: 11 Listopada i Przyjaźni.
Osiedle wchodzi w skład dzielnicy Glinka.